# Общини във Франция
Общината (на френски: la commune) е основна административна единица във Франция, като с изключение на трите най-големи града в страната, които се разделят на райони, това е най-ниското ниво на административно деление в страната.
Френската община може да бъде град от два милиона жители, какъвто е Париж, град от десет хиляди души, или махала, в която живеят само десет души. Към 1 януари 2011 г. съществуват 36 680 общини във Франция.
Френската дума commune (община или комуна) се появява през 12 век, от думата на средновековен латински communia, която означава комуна – форма на местно самоуправление.

## Класификация
Френското законодателство не разделя общините на села и градове, но Националният институт по статистика и икономически изследвания използва за статистически цели своя класификация. В нейната основа е концепцията за урбанистичните единици (unités urbaines) – области с непрекъсната застройка (максимално разстояние между сградите 200 m) и население най-малко 2000 души. Общините, попадащи в такива урбанистични единици, се определят като градски, а останалите – като селски.
Урбанистичните единици могат да бъдат съставени от една или повече общини. В първия случай общините се определят като отделни градове (villes isolées). В урбанистичните единици, съставени от повече от една община, се разграничават един (а в редки случаи и повече) град-център (ville-centre), а останалите общини се определят като негови предградия (banlieue).
Класифицирането на общините в тези категории може да се промени при всяко следващо преброяване. Към 2010 година броят на общините в отделните категории е следният:
- градска община
  - град-център: 1512
  - отделен град: 1099
  - предградие: 4715
- селска община: 29 371